# Secundino Borabota
Secundino Borabota Epacua (ur. 21 lutego 1961) – lekkoatleta z Gwinei Równikowej, specjalizujący się w biegach sprinterskich, olimpijczyk.
Jego pierwszą, dużą, międzynarodową imprezą były w 1984 r., letnie igrzyska olimpijskie w amerykańskim Los Angeles. Jednocześnie był to olimpijski debiut Gwinei Równikowej, której został chorążym. Dodatkowo był najstarszym zawodnikiem w czteroosobowej reprezentacji, mając 23 lata. Na samych igrzyskach wystartował w 3. biegu eliminacyjnym na dystansie 400 m. Jako jedyny ze startujących w swoim biegu został zdyskwalifikowany, przez co nie awansował do kolejnej fazy zawodów. Powodem tego było niezachowanie pozycji na wyznaczonym torze podczas biegu. 3 lata później wziął udział w mistrzostwach świata w Rzymie. W 6. biegu eliminacyjnym na dystansie 200 m zajął ostatnią, 7. pozycję, z najgorszym czasem eliminacji – 23,66 s. Ten wynik nie pozwolił mu awansować do kolejnej rundy. W 1988 roku wziął udział w swoich drugich i zarazem ostatnich igrzyskach olimpijskich, w koreańskim Seulu. Wystartował w biegu na 100 m, gdzie w 11. biegu eliminacyjnym zajął ostatnią, 8. pozycję. Czas 11,52, nie dał mu awansu do kolejnej fazy zawodów. 

## Osiągnięcia
| Rok  | Impreza              | Miejsce     | Konkurencja        | Lokata     | Wynik |
| ---- | -------------------- | ----------- | ------------------ | ---------- | ----- |
| 1984 | Igrzyska olimpijskie | Los Angeles | bieg na 400 metrów | –          | DSQ   |
| 1987 | Mistrzostwa świata   | Rzym        | bieg na 200 metrów | eliminacje | 23,66 |
| 1988 | Igrzyska olimpijskie | Seul        | bieg na 100 metrów | eliminacje | 11,52 |

## Rekordy życiowe
- bieg na 100 metrów – 11,51 (1988).
- bieg na 200 metrów – 23,66 (1 września 1987, Rzym).
- bieg na 400 metrów – brak danych.